# WRNIP1
ATP 가수 분해 효소 WRNIP1(ATPase WRNIP1)은 인간에서 WRNIP1 유전자에 의해 암호화되는 효소이다.
베르너 증후군은 조기 노화를 특징으로 하는 상 염색체의 장애이다. 이 유전자에 의해 암호화 된 단백질은 핵산 외부 가수분해 효소 도메인을 함유하는 베르너 단백질의 N 말단 부분과 상호 작용한다. 이 단백질은 복제 인자 C 패밀리 단백질과 상동성을 나타내고, 대장균에서 인간으로 보존된다. 효모 연구에 따르면, 이 유전자는 노화 과정에 영향을 줄 수 있다. 상이한 유전자를 암호화하는 2개의 전사체 변이체가 이 유전자에 대해 단리되었다.